# マーク・サンドリッチ
マーク・サンドリッチ（Mark Sandrich、1900年8月26日 - 1945年3月4日）は、ユダヤ系アメリカ人の映画監督、作家、プロデューサー。ニューヨーク州ニューヨークに生まれ、カリフォルニア州ハリウッドで没した。
1930年代から1940年代初期の映画監督の一人で、映画業界に入った時にはコロンビア大学の工学の学生だった。映画のセットに友人を訪ねた際、監督の撮影準備の問題に気づいてアドバイスをする。
その後撮影備品部門で映画界に入り、1927年に短編コメディ専門の映画監督となる。
その翌年最初の長編を作ったが、トーキー映画出現後短編に戻る。
1933年、短編『So This Is Harris! 』を監督しアカデミー賞を獲得する。
その後再度長編作品、特にコメディに着手し、バート・ウイーラーとロバート・ウールジーを主役にしたチームで『メリケン万歳爆走の巻』を撮影する。
1934年、フレッド・アステアとジンジャー・ロジャースのミュージカル『コンチネンタル』を監督。興行的に成功する。
1935年、『トップ・ハット』を監督。
その後『艦隊を追って』、『踊らん哉』、『気儘時代』などを監督。
1940年、RKOからパラマウント映画へ移籍し、監督だけでなくプロデューサーをする機会を得る。
1942年1月、アメリカが第二次世界大戦に参戦した直後にフレッド・アステアとビング・クロスビー主演、アーヴィング・バーリン音楽のミュージカル・コメディ『スイング・ホテル』が公開される。同じ女性をめぐりクロスビーとアステアがライバル同士を演じ、クロスビーの歌う「ホワイト・クリスマス」はその挿入歌として使われた。
1943年、『われら誇りもて歌う』は彼の監督及びプロデュース作品で、エイドリアン・ブースとジョージ・リーヴスを主演させた。
1945年、『スイング・ホテル』の続編、ビング・クロスビー主演でアーヴィング・バーリンの音楽を特徴としている『ブルー・スカイ』のテスト撮影中、突然心不全で死亡し、Home of Peace Cemeteryに埋葬される。
全米監督協会会長就任中でもあった。
彼の息子マーク・サンドリッチJr.とジェイ・サンドリッチも監督となる。

## 主な映画
- 頓珍漢大勝利 Hold 'Em Jail (1932年)
- So This Is Harris! (1933年)
- メリケン万歳爆走の巻 Hips, Hips, Hooray! (1934年)
- コンチネンタル The Gay Divorcee (1934年)
- トップ・ハット Top Hat (1935年)
- 女性の反逆 A Woman Rebels (1936年)
- 艦隊を追って Follow the Fleet (1936年)
- 踊らん哉 Shall We Dance (1937年)
- 気儘時代 Carefree (1938年)
- ひばり（英語版） Skylark (1941年)
- スイング・ホテル Holiday Inn (1942年)
- われら誇りもて歌う So Proudly We Hail! (1943年)
- ブルー・スカイ Blue Skies (1946年)